# Gőböl Gáspár
Gőböl Gáspár (Szentkirályszabadja, 1745. január 1. – Kecskemét, 1818. március 26.) református lelkész.

## Élete
Szentkirályszabadjai (Veszprém vármegye) származású (valószínű, hogy Gőböl Gáspárnak, ki 1740-ben pápai tanár volt, és Komáromi Erzsébetnek a fia), 1760. április 24-én a debreceni iskola felsőbb osztályaiba lépett; 1770. szeptember 29-től 1771. március 7-ig főiskolai senior volt; előbb Dunavecsén hivataloskodott és innét vitetett 1777-ben Kecskemétre lelkésznek; 1792-től esperesi hivatalt is viselt. Meghalt 1818-ban Kecskeméten. Polgár Mihály közleményei szerint «hatalmas szónok és nagy tudományú férfiú volt»: ugyanezt írja róla Hornyik János is a Kecskeméti Lapokban (1872. 44. sz.). Révai szerint beszélte a magyaron kívül a latin, német és francia nyelvet, az angolban és görögben is járatos volt.

## Munkái
- Szabadulást óhajtó rab, ki a maga ártatlanságáról való bizonyság leveleit, öt beszédekbe egybe-szedte és minekutánna a kecskeméti h. confessiót tartó keresztyéneknek gyülekezetekbe szóval elmondatott; már most az egész keresztyén magyar hazának kegyes és bölcs itélettétele alá bocsát. Pest, 1784.
- Utazó lélek, az az szélyeljáró gondolatai egy olyan léleknek, a ki az embereknek társaságát egy kevéssé elhagyván, felrepült a naphoz. És azzal együtt a világnak bizonyos részét bejárván, utazásáról számot ád. Pest, 1785. (Költemény. Kézirata a m. n. múzeumban.)
- Az első embernek el-esése és az azt követő mind szomorú mind örvendetes dolgok hét énekekbe foglaltattva. Dúránd Dávid... által, magyar nyelvre ford. Pest, 1789. (Kézirata a M. N. Múzeumban.) Online
- A veres barát elpusztult templom omlása mellett való szomorú képzelései, melyeket Fridrik verskölteményeiből fordított de la Plume. A Nagyszívűségnél 1790. (Ezt a munkát ma általában Nagyváthy Jánosnak tulajdonitják.)
- Uj vélekedés az ó és új testámentomi prófétáknál gyakran előforduló nap, hold, csillagok megsötétedésekről, a napnak Gibeonban, a holdnak az Ajjalon völgyében Josue szavára lett megállásokról való toldalékkal, melyeket a tudósoknak itélettételek alá bocsát. Pest, 1796. (Kézirata a Magyar Nemzeti Múzeumban. Ism. Prot. Egyh. és Isk. Lap 1879. 39. sz.)
- Liturgia vagy a szent keresztség, úri szent vacsora kiszolgáltatásoknak; az Úr asztalához először járulandók megvizsgáltatásoknak s erősíttetéseknek; a házasulók eklésiai öszveadatásoknak módja, melyet a helvécziai vallástételt tartó Dunán innen való szuperintendencia bévett 1806. eszt. Vácz. (Névtelenűl. 2. kiadás Kecskemét, 1875.)
- Szívnek szavai, melyekkel néhai... superintendens Veresmarty Vég Sámuel úr élni megszünt testét a koporsóba; halhatatlan s kegyes lelkét a megboldogúltak seregébe elkísérte 1807. júl. 18. a szomorú háznál. Pest, 1808. (Mások beszédével együtt.)
- Keresztyén katekizmus a helvécziai vallástételt tartók értelme szerint. Vácz. (Több kiadást ért; a kisebb kiadásuak a gyermekek, a nagyobbak a felnőttek számára szerkesztettek.)

Kéziratban: Kelkésia c. munkája, melyben regény alakjában az eklésia (Kelkésia) történeteit adja elő.
Színdarabokat is írt vagy fordított, mert Kazinczy Ferencz 1790-ben írja Prónayhoz (K. F. levelezése II. 85. l.) «Gőböl kész Brútussal és Caesárral».